# Zhangheng
Pour les articles homonymes, voir Zhang Heng (homonymie).
Zhangheng, également désigné par son appellation anglaise China Seismo-Electromagnetic Satellite ou son acronyme CSES, est une série de deux satellites scientifiques fruit d'une collaboration chinoise/italienne dont l'objectif est de mesurer les modifications du champ électromagnétique, des ondes de plasma et les perturbations de couche atmosphérique terrestre dues à des sources naturelles et anthropométriques. Son objectif est d'identifier des corrélations de ces variations avec les tremblements de terre. Les instruments de CSES sont développés avec la coopération de plusieurs instituts scientifiques italiens. Le premier satellite CSES-1 a été placé en orbite le 2 février 2018 et le second, CSES-2 est placé en orbite le 14 juin 2025.

## Historique
La découverte de l'existence de signes avant-coureurs de séismes prenant la forme de perturbations du champ électromagnétique terrestre remonte aux années 1980. Le satellite français DEMETER lancé en 2006 et équipé d'un grand nombre de capteurs destinés à étudier le champ électromagnétique terrestre dans une large de bandes de fréquences fournit à l'issue de 6 ans et demi de fonctionnement des résultats mitigés. Celles-ci confirment l'existence de modifications de l'ionosphère liés aux séismes mais celles-ci sont faibles et ne peuvent être mises en évidence que de manière statistique.
La Chine, qui est un pays particulièrement touché par les tremblements de terre, lance en 2003 la conception d'un satellite, baptisé CSES, avec des objectifs analogues (surveiller les anomalies électromagnétiques dans l'atmosphère terrestre afin de détecter l'activité sismique et de prévoir les tremblements de terre). Sa construction est lancée en 2011 avec une date de lancement prévisionnelle en 2011. Le système doit être complété avec des données recueillies par un réseau de stations terrestres. Un système de prévision complet doit être opérationnel en 2020. Les scientifiques chinois s'appuient notamment sur les données recueillies par le satellite français DEMETER et coopèrent pour la conception de CSES avec la Russie, l'Ukraine et l'Italie. L'Agence spatiale italienne participe par le biais de l'INFN qui joue un rôle majeur dans la réalisation des deux détecteurs de particules à haute énergie HEPD et EFD. Les principaux acteurs du projet sont l'Agence chinoise de sismologie qui pilote le projet et développe le segment terrestre et la DFH Satellite Co, filiale de l'Académie chinoise de technologie spatiale (CAST), qui fournit la plate-forme du satellite.

## Objectifs
Les deux principaux objectifs scientifiques de la mission de CSES sont ,: 
- l'étude des perturbations de l'ionosphère qui pourraient être associées avec les tremblements de terre en particulier avec les plus violents
- l'exploration de nouvelles techniques pour permettre la prédiction d'événements sismiques imminents ou pouvant survenir à court terme ainsi que la recherche de nouvelles théories sur les processus conduisant à la survenue de tremblements de terre[5].

D'un point de vue technique cette mission doit permettre de vérifier la fiabilité et l'efficacité de la suite d'instruments mesurant le champ électromagnétique, d'obtenir des données sur le champ électromagnétique, le plasma et les particules énergétiques à l'échelle de l'ensemble de la planète et de fournir de bonnes bases pour la mise en place d'un système de prédiction des séismes sur le territoire chinois. Le satellite doit fournir les données électromagnétiques associées aux tremblements de terre d'une force supérieure à 6 sur l'échelle de Richter survenant en Chine et supérieur à 7 pour le reste de la planète.
La fréquence de survol des régions sous surveillance avec un seul satellite n'est que de 4 à 5 jours. Les scientifiques chinois estiment qu'il faudrait disposer d'une constellation de 2 satellites orbitant à 500 km d'altitude pour qu'aucun signal précurseur ne soit perdu et de deux autres satellites à 1 000 km pour disposer d'un profil complet de l'ionosphère siège des perturbations du champ électromagnétique terrestre.

## Caractéristiques techniques
CSES est un satellite d'une masse d'environ 730 kg qui utilise une plate-forme CAST2000 stabilisée 3 axes développée par une filiale de l'Académie chinoise de technologie spatiale (CAST). L'énergie est fournie par des panneaux solaires déployés en orbite qui permettent de faire face à des pics de consommation électrique de 900 watts. Les données scientifiques sont transmises en bande X avec un débit de 120 mégabits,.
Le satellite emporte les instruments suivants
- EDF, antenne de mesure du champ électrique basse fréquence jusqu'à 3,5 MHz;
- SCM, un magnétomètre tri-axe de type « search-coil » pour la mesure du champ magnétique entre 10 et 20 kHz;
- SCM, un magnétomètre tri-axe de type « fluxgate» pour la mesure du champ magnétique alternatif à 15 kHz;
- HEPD et HEPP sont des détecteurs de particules à haute énergie permettant de mesurer des protons de 3 à 200 MeV et des électrons de 200 keV à 10 MeV ;
- Des instruments de mesure in situ du plasma : sonde de Langmuir ainsi que des instruments d'analyse de la composition du plasma, de sa densité et de sa température.
- Instruments permettant de reconstruire la distribution du plasma.

Le deuxième satellite de la série est légèrement amélioré : sa durée de vie est allongée, ses capacités d'observations sont améliorée et il dispose d'un instrument supplément, un photomètre permettant d'analyser en détail la structure en couches de l'ionosphère.

## Déroulement des missions
Le satellite CSES 1 est placé sur une orbite héliosynchrone (489 km × 509 km, inclinaison orbitale 97,34°) le 2 février 2018 par un lanceur Longue Marche 2D décollant de la base de lancement de Jiuquan (Chine). La durée initiale de la mission est de 5 ans. Les instruments scientifiques doivent recueillir des données jusqu'à une latitude d'environ 65°. Aux latitudes plus élevées les instruments sont arrêtés et cette phase de l'orbite est consacrée aux ajustements de l'orbite et de l'orientation. Les instruments fonctionnent selon deux modes : un mode actif au-dessus du territoire chinois et des régions de la planète ayant la plus forte activité sismique et un mode passif au-dessus des autres régions de la Terre.
Le deuxième satellite de la série, CSES 2, est placé en orbite le 14 juin 2025 par un lanceur Longue Marche 2D décollant de la base de lancement de Jiuquan (Chine).